# Alta Estação
Alta Estação é uma telenovela juvenil brasileira produzida e exibida pela RecordTV entre 17 de outubro de 2006 e 1 de junho de 2007 com 162 capítulos. Foi a 6ª novela exibida pela emissora desde a retomada da dramaturgia em 2004, sendo a única produzida para o descontinuado terceiro horário de novelas. Escrita por Margareth Boury, com colaboração de Ana Jansen, Claudio Simões, Ingrid Zavarezzi e Renata Dias Gomes, sob direção de Régis Faria e direção geral de João Camargo.
Conta com Ariela Massotti, Daniel Aguiar, Vergniaud Mendes, Andreia Horta, Guilherme Boury e Lana Rodes nos papéis principais.

## Produção

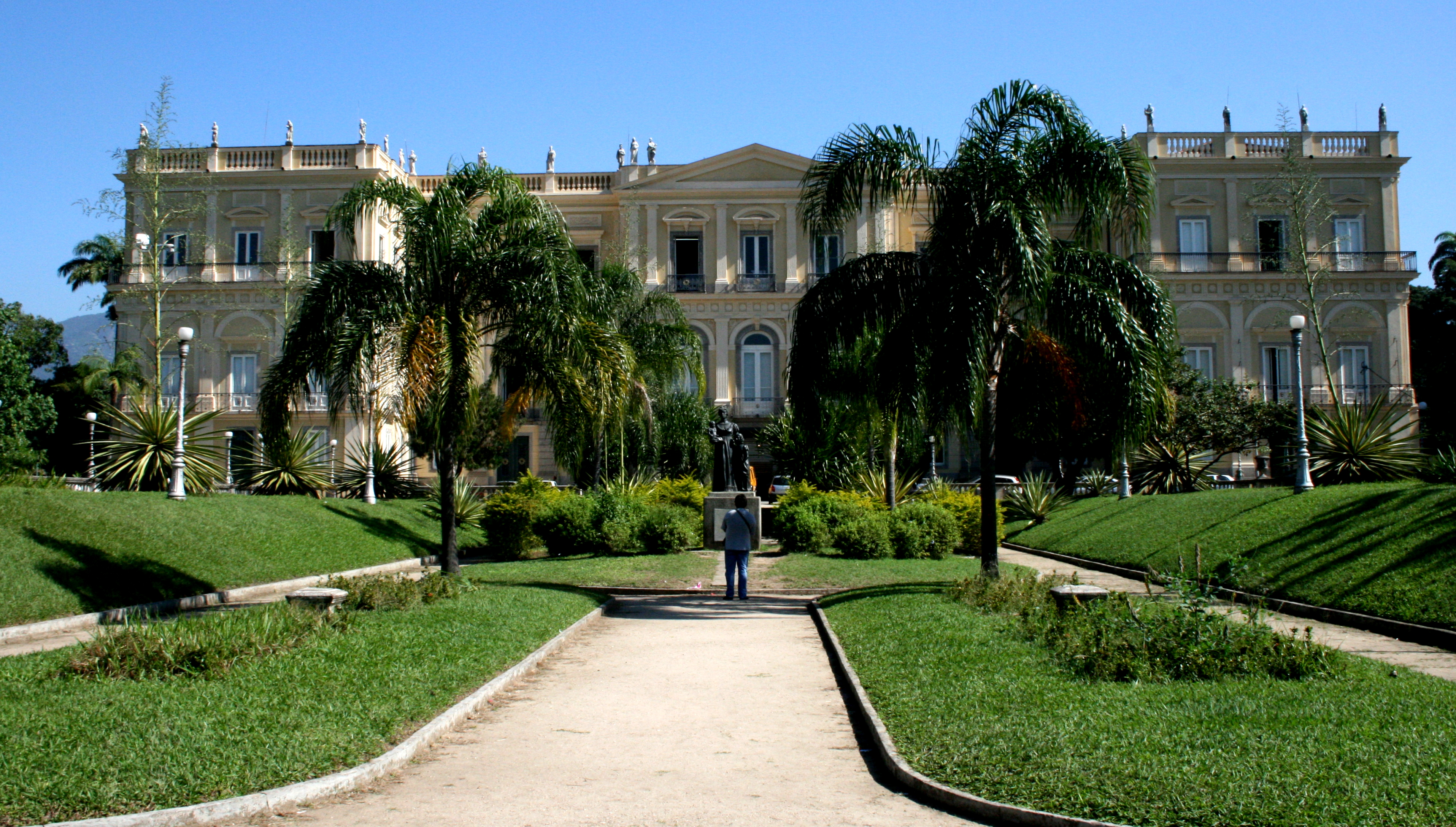
As gravações externas ocorreram na Universidade Federal do Rio de Janeiro (UFRJ).

Originalmente a trama se chamaria E Aí?, porém o nome foi considerado confuso e alterado para Alta Estação para expressar o espírito jovem da história e que percorreria os meses do verão. A novela foi a primeira que teve na equipe Renata Dias Gomes, neta dos autores Dias Gomes e Janete Clair, tendo ela trabalhado como colaboradora de texto após ser indicada por Tiago Santiago para a direção da emissora, que descobriu que ela queria iniciar a carreira na televisão. A história foi aprovada em maio e começou a ser produzida em agosto, após a Copa do Mundo, abrindo o terceiro horário de novelas da casa como "novela das seis", o qual não continuou.
Margareth Boury inspirou-se nos seriados estadunidenses Friends, Felicity e The O.C. para compor a história, focando nos dilemas e problemas da juventude e baseando-se em um grupo de amigos como protagonistas e não apenas em um casal, como comumente utilizado em novelas: "Parti do princípio dos seis amigos e como eu amo Friends foi natural. A novela não têm protagonistas, não tem vilão ou vilã, todos terão seus lados bons e ruins. Relato histórias que podem acontecer na casa de qualquer pessoa jovem ou que conviva com eles." O início, com a protagonista chegando na Universidade onde estuda seu amor de verão e descobrindo que ele é um totalmente diferente do que ela conheceu, foi inspirado no filme Grease. Por ser inspirado no formato de seriado, a novela teve seu tempo de duração de apenas 30 minutos diários. Cada capítulo foi orçado em R$ 75 mil.

### Escolha do elenco

Os protagonistas Lana Rodes, Vergniaud Mendes, Ariela Massotti, Daniel Aguiar, Andreia Horta e Guilherme Boury.

Para a protagonista, a emissora buscou uma atriz iniciante, fazendo testes com cerca de 20 garotas até Ariela Massotti ser escolhida. Rodrigo Hilbert chegou a ser confirmado no papel do protagonista Eduardo, porém o ator desistiu um mês antes da estreia quando a Rede Globo cobriu a oferta com uma renovação de contrato, sendo substituído por Daniel Aguiar. Lana Rodes fez os testes para Flávia logo após ser eliminada do talent show Ídolos e foi escolhida exatamente por ser também cantora, uma vez que a personagem seguia este caminho. Letícia Colin inicialmente interpretaria Clara, porém a atriz foi considerada jovem demais – uma vez que tinha apenas dezesseis anos – e remanejada para um dos papeis centrais de Luz do Sol.
Mesmo sendo filho da autora e tendo feito Prova de Amor, Guilherme Boury teve que passar por testes par a integrar o elenco com outros iniciantes. O ator quebrou a perna dias antes do início das gravações e o roteiro teve que ser adaptado para que o personagem começasse a história também como se já estivesse machucado, aparecendo com a perna engessada nos dez primeiros capítulos, não precisando assim atrasar sua entrada na trama. Foi a primeira telenovela de Bruno Gissoni e Gregório Duvivier, que se tornariam mais conhecidos anos depois, um como estrela de diversas telenovelas da Rede Globo e o outro pelo canal Porta dos Fundos, respectivamente.

## Enredo
Mesmo a contragosto dos pais, Bárbara (Ariela Massotti) se muda de Diamantina para o Rio de Janeiro para estudar biologia e reencontrar Eduardo (Daniel Aguiar), com quem viveu um amor de verão quando ele passou férias em sua cidade. Porém, ela descobre que o rapaz é totalmente diferente do que conheceu, um mulherengo que não valoriza nenhuma mulher, nem mesmo a namorada Taíssa (Nathalia Rodrigues), a quem sempre trai. Decidida a amadurecer e se virar sozinha, Bárbara consegue um emprego e vai morar com a estudante de psicologia Renata (Andreia Horta), que é toda "certinha" e cheia de TOCs, e a estudante de música Flávia (Lana Rodes), que é desorganizada e sexualmente liberal. Já Eduardo mora com Caio (Guilherme Boury), um estudante de artes cênicas atrapalhado e bem humorado, sendo vizinhos e melhores amigos de Ricardo (Vergniaud Mendes), também estudante de biologia. 
Ricardo se apaixona por Bárbara, criando um triângulo amoroso com Eduardo e estremecendo a amizade deles, enquanto Caio e Renata, mesmo sendo totalmente opostos, passam a viver um cômico romance "amor e ódio". Além disso, Taíssa descobre que Eduardo a trai e vai morar com as meninas, se tornando grande amiga de Bárbara. Ainda há as venenosas Clara (Larissa Machado), interessada em Caio, Bruna (Mirella Payola), que atrapalha Ricardo e Bárbara, e Mariana (Marinna Lopes), que inferniza a vida de todos. Na segunda fase novos personagens são incorporados, como João Pedro (Mauricio Ribeiro), um jovem com problemas de alcoolismo e o único capaz de despertar interesse em Flávia, além do triângulo amoroso entre Ana Lúcia (Cássia Linhares), Pepeu (Felipe Cardoso) e o Gustavo (João Vitti), tio de Eduardo – enquanto este também se envolve com a mãe de Flávia, Lalá (Cláudia Alencar).
A partir da premissa, a trama segue os dilemas e as diversas situações envolvendo as responsabilidades, os amores, a vida sexual frenética e todo o medo que a juventude engloba. 

## Elenco
| Ator               | Personagem                                  |
| ------------------ | ------------------------------------------- |
| Ariela Massotti    | Barbara Carvalho (Bazinha)                  |
| Daniel Aguiar      | Eduardo Pereira Teles (Edu)                 |
| Vergniaud Mendes   | Ricardo Garcia                              |
| Andreia Horta      | Renata Lima (Tatá)                          |
| Guilherme Boury    | Caio Campos                                 |
| Lana Rodes         | Flávia Vianna (Fafá)                        |
| Mauricio Ribeiro   | João Pedro Fagundes                         |
| Nathalia Rodrigues | Taíssa Gadelha                              |
| Cássia Linhares    | Ana Lúcia Castro                            |
| Felipe Cardoso     | Pedro Ivo Fagundes (Pepeu)                  |
| João Vitti         | Gustavo Pereira Teles                       |
| Rocco Pitanga      | Lucas                                       |
| Cláudia Alencar    | Laila Vianna (Lalá)                         |
| Roberto Pirillo    | Olavo Carvalho                              |
| Eliete Cigarini    | Bianca Carvalho                             |
| Fábio Lago         | Zenildo das Dores (Zen)                     |
| Ângelo B.          | Samuel Estrada                              |
| Marinna Lopes      | Mariana Lins (Mari)                         |
| Larissa Machado    | Clara Veríssimo Faria Rodrigues de Mendonça |
| Raquel Fabbri      | Maria Cristina Araújo                       |
| Cíntia Moneratt    | Denize Lins (Bonitona)                      |
| Mirella Payola     | Bruna                                       |
| Cintia Rosa        | Heloísa                                     |
| Débora Gomez       | Raíssa                                      |
| Gregório Duvivier  | Umberto                                     |
| Bruno Gissoni      | Kiko                                        |
| Matheus Costa      | Tiago                                       |
| Lucas Cotrim       | Vinícius Campos                             |
| Rhani Seda         | Fernanda Campos                             |
| Ana Luiza França   | Kalu                                        |

### Participações especiais
| Ator                | Personagem             |
| ------------------- | ---------------------- |
| André Bankoff       | Júlio                  |
| Victor Hugo         | Apresentador do debate |
| Jorge Pontual       | César                  |
| Camilo Bevilacqua   | Arthur Campos          |
| Lica Oliveira       | Janice                 |
| Norma Bengell       | Yolanda Sales          |
| Adriana Garambone   | Lourdes                |
| Peter Brandão       | Hugo Sales (Guinho)    |
| Carmen Frenzel      | Regina                 |
| André Mattos        | William                |
| Louise D'Tuani      | Aline                  |
| Fany Georguleas     | Júlia                  |
| Caco Baresi         | Delegado Mota          |
| Andréa Leal         | Carolina               |
| Marcus Mello        | Marcos Vianna          |
| Carol Galvão        | Vivi                   |
| Léo Fuchs           | André                  |
| Rejane de Moraes    | Julieta                |
| Daniela Pinto       | Isa                    |
| Priscilla Rozenbaum | Professora de Caio     |

## Audiência
O primeiro capítulo teve média de 8 pontos, e picos de 10. No dia 4 de dezembro de 2006, a trama marcou 9 pontos, a maior média desde a estreia. Seu maior índice foi de 14 pontos. O último capítulo teve média de 9 pontos.

## Música
Alta Estação é uma trilha sonora condizente à novela de mesmo título, tendo sido lançado em 24 de novembro de 2006.
Lista de faixas
| N.º | Título                 | Música            | Personagem tema   | Duração |  |
| 1.  | "Vida em Jogo"         | Supersonico       | Abertura          | 3:43    |  |
| 2.  | "Herói"                | Vega              | Ricardo           | 3:25    |  |
| 3.  | "Se Ainda Sou Como Eu" | Paulo Soveral     | Eduardo           | 3:31    |  |
| 4.  | "Só Nos Resta Viver"   | Caio Mesquita     | Geral             | 3:16    |  |
| 5.  | "Dó de Mim"            | Vânia Abreu       | Bárbara           | 3:42    |  |
| 6.  | "Versos de Amor"       | Margareth Menezes | Renata e Caio     | 3:20    |  |
| 7.  | "Meu Controle Ausente" | Rotor             | Flávia            | 3:47    |  |
| 8.  | "Amanhã"               | Playground        | Taíssa            | 3:47    |  |
| 9.  | "Como uma Luva"        | BLITZ             | Bárbara e Eduardo | 3:45    |  |
| 10. | "Linha do Horizonte"   | Azimuth           | Geral             | 3:45    |  |
| 11. | "Fato Consumado"       | Karla Sabah       | Geral             | 3:20    |  |
| 12. | "Sinceramente"         | Cachorro Grande   | Bárbara e Ricardo | 3:24    |  |
| 13. | "Perdas e Ganhos"      | Liah              | Renata            | 3:15    |  |
| 14. | "Mesmo que Seja Eu"    | Cidade Negra      | Zen               | 3:31    |  |

Outras canções não incluídas na trilha sonora
- "Proibida pra Mim" - Zeca Baleiro (tema de Renata e Caio)